# Edward G. Robinson

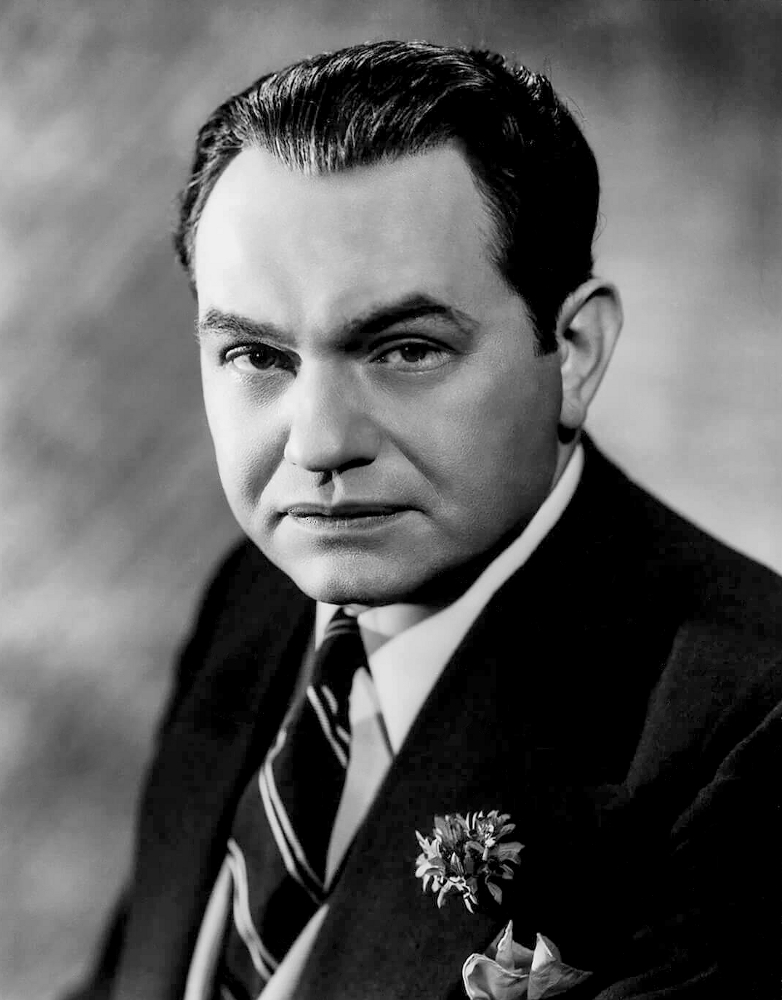
Edward G. Robinson (1930er Jahre)

Edward G. Robinson (* 12. Dezember 1893 in Bukarest, Königreich Rumänien, als Emanuel Goldenberg; † 26. Januar 1973 in Los Angeles) war ein US-amerikanischer Schauspieler. Nach einer Karriere am Theater in New York gelang ihm in den frühen 1930er Jahren als Gangster Rico Bandello im Film Der kleine Cäsar der Durchbruch in Hollywood. Obwohl er vor allem als Gangsterdarsteller in Erinnerung geblieben ist, verkörperte er über die Jahre viele verschiedene Figuren in Filmen wie Frau ohne Gewissen, Straße der Versuchung, Die zehn Gebote und … Jahr 2022 … die überleben wollen. Robinson spielte in über hundert Filmen; er erhielt einen Ehrenoscar und wird in der Liste der 25 größten amerikanischen Filmlegenden des American Film Institute auf Rang 24 geführt.

## Leben

### Kindheit und Jugend
Robinson wurde als Emanuel Goldenberg in Bukarest als Sohn jiddischsprechender jüdischer Eltern, Sarah (geborene Guttman) und Morris Goldenberg, geboren. Nachdem einer seiner Brüder von einem antisemitischen Mob zusammengeschlagen worden war, beschloss die Familie, in die USA auszuwandern. Robinson kam am 14. Februar 1903 als Neunjähriger in New York an. Er wuchs in der Lower East Side auf und besuchte die Townsend Hall High School und das City College, wo er beschloss, Schauspieler zu werden. Dank eines Stipendiums konnte er anschließend die American Academy of Dramatic Arts in New York besuchen.

### Privatleben
Robinson war von 1927 bis 1956 mit der Schauspielerin Gladys Lloyd verheiratet. 1933 wurde ihr Sohn Edward G. Robinson Jr. geboren, der ebenfalls Schauspieler wurde (u. a. mit einem Auftritt als Gangster in einer Torte in Manche mögen’s heiß) und 1974 mit nur 40 Jahren starb.
Robinson war ein begeisterter Sammler. Als er sich 1956 von seiner Frau nach beinahe 30 Ehejahren scheiden ließ, war er gezwungen, seine Kunstsammlung, hauptsächlich Impressionisten und Post-Impressionisten, zu verkaufen, die von Stavros Niarchos erworben wurde. 1958 heiratete Robinson Jane Bodenheimer, eine 38-jährige Modedesignerin, die unter dem Namen Jane Arden bekannt war.

## Schauspielkarriere

### Theater
Ab 1913 trat Robinson, der seinen Namen zu Edward G. (für Goldenberg) Robinson geändert hatte, als Schauspieler auf. 1915 hatte er sein Debüt am Broadway, wo er bis 1930 in knapp 30 Stücken zu sehen war. Daneben trat er auch in jiddischen Theatern auf. 1929 spielte er in The Kibitzer, einem Theaterstück, das er gemeinsam mit dem späteren Drehbuchautor Jo Swerling geschrieben hatte und das noch im gleichen Jahr verfilmt wurde. In den 1950er Jahren kehrte Robinson zum Theater zurück, da er während der McCarthy-Ära aus politischen Gründen keine Rollen in guten Filmen mehr erhielt, und spielte unter anderem im Stück Middle of the Night von Paddy Chayefsky, das ab 1956 mit ihm am Broadway aufgeführt wurde.

### Film
Robinson hatte erste Filmrollen in Stummfilmen, etwa in The Bright Shawl von 1923, wo er einen alten Mann spielte. Seine erste Rolle in einem Tonfilm erhielt er 1929 in A Hole in the Wall mit Claudette Colbert, später wirkte er unter anderem in A Lady to Love neben Vilma Bánky mit. Den Durchbruch brachte ihm der Wechsel zu Warner Brothers. Dank seiner Rolle als Gangsterboss Rico Bandello in Der kleine Cäsar unter der Regie von Mervyn LeRoy wurde er zum Star. Kurz darauf spielte er in Spätausgabe einen Zeitungsredakteur, der das Leben einer Familie ruiniert. Regie führte wieder Mervyn LeRoy. In den Folgejahren drehte Robinson weitere Variationen seiner ersten beiden Erfolge, etwa im Gangsterfilm Der Rächer des Tong, der ihn als chinesischen Gangsterboss zeigte, der an der Liebe zu einer Frau, gespielt von Loretta Young, beinahe zerbricht. In I Loved a Woman und Silberdollar war Robinson ebenfalls als erfolgreicher Unternehmer zu sehen, der alle Moral für den Erfolg missachtet und am Ende an der vergeblichen Liebe zu einer Frau zerbricht. Bereits 1932 gehörte er zu den bestbezahlten Hollywoodstars, 1939 war er nach Gary Cooper und James Cagney der am drittbesten bezahlte amerikanische Filmschauspieler.
Mitte der 1930er Jahre erweiterte er sein Repertoire. In der Komödie Stadtgespräch von 1935 spielte er neben Jean Arthur unter der Regie von John Ford sowohl einen Gangster als auch dessen harmlosen Doppelgänger. Als überzeugter Antifaschist spielte er 1939 in Ich war ein Spion der Nazis, dem ersten Hollywood-Film, der die Nazis als Bedrohung für die USA darstellte, einen FBI-Agenten, der einen Nazi-Spionagering aushebt. Danach spielte er den Arzt Paul Ehrlich im aufwändig produzierten Film Paul Ehrlich – Ein Leben für die Forschung und Paul Julius Reuter, den Begründer der Nachrichtenagentur Reuters, in Ein Mann mit Phantasie, beides biographische Filme über bedeutende Juden aus dem Jahr 1940.
In den 1940er Jahren spielte er häufig in Film noirs: Unter der Regie von Billy Wilder und an der Seite von Barbara Stanwyck in Frau ohne Gewissen, mit Fritz Lang arbeitete er für Gefährliche Begegnung und Straße der Versuchung zusammen, in beiden Filmen spielte er neben Joan Bennett. 1946 war Robinson als Nazijäger in Orson Welles’ Die Spur des Fremden erneut neben Loretta Young zu sehen. 1948 spielte er in John Hustons Gangster in Key Largo den Gangster Johnny Rocco neben Lauren Bacall und Humphrey Bogart. Für seine Rolle in Blutsfeindschaft von Joseph L. Mankiewicz erhielt er 1949 bei den 3. Internationalen Filmfestspielen von Cannes den Darstellerpreis.

### Engagement gegen Faschismus und McCarthy-Ära

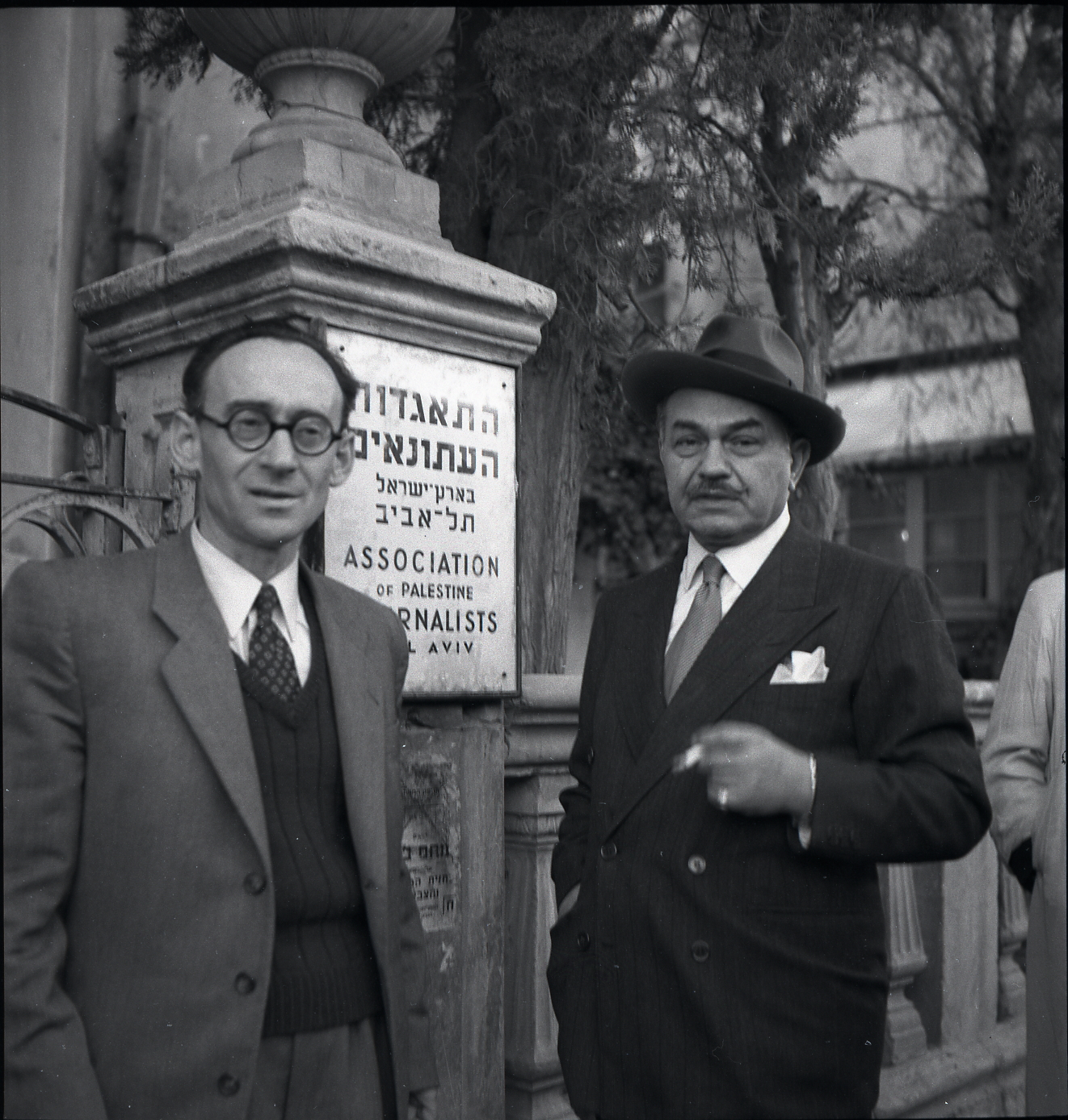
Robinson (rechts) 1950 in Tel Aviv

Robinson engagierte sich früh gegen den Faschismus und Nationalsozialismus und versuchte 1938, gemeinsam mit zahlreichen anderen Filmschaffenden vergeblich, den amerikanischen Kongress für einen Boykott gegen das Dritte Reich zu gewinnen. Robinson unterstützte zahlreiche wohltätige und politische Organisationen und war aktives Mitglied in mehreren antifaschistischen Organisationen, so etwa in der Hollywood Anti-Nazi League. Er wurde bereits während des Zweiten Weltkrieges vom FBI beobachtet und nach Kriegsende beschuldigt, einen kommunistischen Umsturz zu unterstützen. Robinson wurde mehrmals vor das Komitee für unamerikanische Umtriebe geladen. Obwohl nicht auf der berüchtigten „Schwarzen Liste“, erhielt er keine Rollen in bedeutenden Filmen mehr. Letztlich erniedrigte er sich und bezeichnete sich als nichtsahnendes Opfer kommunistischer Verschwörer. Er veröffentlichte einen Artikel mit dem Titel How the Reds made a sucker out of me („wie die Roten mich zum Narren hielten“). Dennoch erhielt er keine größeren Rollen in bedeutenden Filmen mehr. Erst nachdem ihm der Regisseur Cecil B. DeMille, einer der prominentesten Anti-Kommunisten Hollywoods, eine Rolle in Die zehn Gebote gegeben hatte, konnte er wieder in A-Filmen spielen.

### Späte Rollen
Zu seinen bekannteren späten Rollen gehören die Auftritte in Cincinnati Kid an der Seite von Steve McQueen sowie in Richard Fleischers … Jahr 2022 … die überleben wollen an der Seite von Charlton Heston. Zwei Wochen nach Ende der Dreharbeiten zu diesem Film starb Robinson mit 79 Jahren an Blasenkrebs. Er wurde im Goodman Mausoleum auf dem Beth El Cemetery in Brooklyn, New York, beigesetzt. Kurz nach seinem Tod wurde ihm der Ehrenoscar für sein Lebenswerk verliehen. Robinsons zusammen mit Leonard Spigelgass verfasste Autobiographie All My Yesterdays erschien ebenfalls noch 1973.
1979 ließ sich der Autor Raymond Sierra durch Robinson zu seinem Stück Manny inspirieren.

## Deutsche Synchronstimmen
Zahlreiche Sprecher liehen Robinson in deutschsprachigen Synchronisationen ihre Stimme; am häufigsten der Schauspieler Alfred Balthoff, so z. B. in Frau ohne Gewissen, Gefährliche Begegnung, Die zehn Gebote oder Cincinnati Kid. Weitere Synchronsprecher waren Harald Juhnke, Günter Strack oder Fred Maire.

## Filmografie (Auswahl)
- 1930: A Lady to Love/Die Sehnsucht jeder Frau (Versionenfilm)
- 1930: Sirenen um Mitternacht (Outside the Law)
- 1931: Der kleine Cäsar (Little Caesar)
- 1931: Leichtes Geld (Smart Money)
- 1931: Spätausgabe (Five Star Final)
- 1931: Juwelenraub in Hollywood (The Stolen Jools)
- 1932: Silberdollar (Silver Dollar)
- 1932: Tiger Hai (Tiger Shark)
- 1932: Der Rächer des Tong (The Hatchet Man)
- 1932: Zwei Sekunden (Two Seconds)
- 1933: Der kleine Gangsterkönig (The Little Giant)
- 1933: I Loved a Woman
- 1934: Dark Hazard
- 1935: Stadtgespräch (The Whole Town’s Talking)
- 1935: San Francisco im Goldfieber (Barbary Coast)
- 1936: Wem gehört die Stadt? (Bullets or Ballots)
- 1937: Der letzte Gangster (The Last Gangster)
- 1937: Kid Galahad – Mit harten Fäusten (Kid Galahad)
- 1938: Vier Leichen auf Abwegen (A Slight Case of Murder)
- 1938: Das Doppelleben des Dr. Clitterhouse (The Amazing Dr. Clitterhouse)
- 1939: In den Klauen des Erpressers (Blackmail)
- 1939: Ich war ein Spion der Nazis (Confessions of a Nazi Spy)
- 1940: Paul Ehrlich – Ein Leben für die Forschung (Dr. Ehrlich’s Magic Bullet)
- 1940: Ein Mann mit Phantasie (A Dispatch from Reuters)
- 1940: Orchid, der Gangsterbruder (Brother Orchid)
- 1941: Herzen in Flammen (Manpower)
- 1941: Tödlicher Pakt (Unholy Partner)
- 1941: Der Seewolf (The Sea Wolf)
- 1942: Sechs Schicksale (Tales of Manhattan)
- 1942: Die fröhliche Gauner GmbH (Larceny, Inc.)
- 1943: Destroyer
- 1943: Magic Bullets
- 1944: Frau ohne Gewissen (Double Indemnity)
- 1944: Gefährliche Begegnung (The Woman in the Window)
- 1945: Straße der Versuchung (Scarlet Street)
- 1945: Frühling des Lebens (Our Vines Have Tender Grapes)
- 1946: Die Spur des Fremden (The Stranger)
- 1947: The Red House
- 1948: Gangster in Key Largo (Key Largo)
- 1948: Alle meine Söhne (All My Sons)
- 1948: Die Nacht hat tausend Augen (Night Has a Thousend Eyes)
- 1949: Blutsfeindschaft (House of Strangers)
- 1949: Ein tolles Gefühl (It’s a Great Feeling) (Cameo-Auftritt)
- 1950: Dämon Uran (My Daughter Joy)
- 1953: Big Leaguer
- 1953: Das gläserne Netz (The Glass Web)
- 1953: Sittenpolizei (Vice Squad)
- 1954: Schwarzer Freitag (Black Tuesday)
- 1955: In die Enge getrieben (Tight Spot)
- 1955: Schakale der Unterwelt (Illegal)
- 1956: Im Dunkel der Nacht (Nightmare)
- 1956: Die zehn Gebote (The Ten Commandments)
- 1959: Eine Nummer zu groß (A Hole in the Head)
- 1960: Sieben Diebe (Seven Thieves)
- 1961: Meine Geisha (My Geisha)
- 1962: Zwei Wochen in einer anderen Stadt (Two Weeks in Another Town)
- 1963: Der Preis (The Prize)
- 1964: Leih mir deinen Mann (Good Neighbor Sam)
- 1964: Sieben gegen Chicago (Robin and the 7 Hoods)
- 1964: Cheyenne (Cheyenne Autumn)
- 1964: Carrasco, der Schänder (The Outrage)
- 1965: Cincinnati Kid (The Cincinnati Kid)
- 1967: Die Abenteuer des Kardinal Braun (Operazione San Pietro)
- 1967: Top Job (Ad ogni costo)
- 1968: Die Platinbande (The Biggest Bundle of Them All)
- 1968: Wie klaut man ein Gemälde? (Never a Dull Moment)
- 1968: Weiße Westen für Ganoven (Uno scacco tutto matto)
- 1969: Mackenna’s Gold
- 1970: Tod eines Bürgers (The Old Man Who Cried Wolf)
- 1970: Song of Norway
- 1972: Weder bei Tag noch bei Nacht (Lo B'Yom V'Lo B'Layla)
- 1973: … Jahr 2022 … die überleben wollen (Soylent Green)

## Auszeichnungen
- 1949: Preis als bester Darsteller bei den Internationalen Filmfestspielen von Cannes für Blutsfeindschaft
- 1966: 2. Platz beim Laurel Award in der Kategorie Bester Nebendarsteller für Cincinnati Kid
- 1970: Screen Actors Guild Life Achievement Award für sein Lebenswerk und seine Verdienste um die Schauspielerei
- 1973: Ehrenoscar für sein Lebenswerk (postum)
- 1960: Stern auf dem Hollywood Walk of Fame (6233 Hollywood Blvd.)[8]